# Bulațelove, Arbuzînka
Bulațelove (în ucraineană Булацелове) este un sat în comuna Semenivka din raionul Arbuzînka, regiunea Mîkolaiiv, Ucraina.

## Demografie
Componența lingvistică a localității Bulațelove
     Ucraineană (100%)
Conform recensământului din 2001, toată populația localității Bulațelove era vorbitoare de ucraineană (100%).